# Văn học điện tử
Văn học điện tử hoặc văn học kỹ thuật số là một thể loại văn học bao gồm các tác phẩm được tạo riêng trên và cho các thiết bị kỹ thuật số, như máy tính, máy tính bảng và điện thoại di động. Một tác phẩm của văn học điện tử có thể được định nghĩa là "một công trình mà tính thẩm mỹ văn học nổi lên từ tính toán", "công việc chỉ tồn tại trong không gian mà nó được phát triển/viết/mã hóa trong không gian kỹ thuật số". Điều này có nghĩa là những bài viết này không thể dễ dàng in hoặc hoàn toàn không thể in được, bởi vì các yếu tố quan trọng đối với văn bản loại này không thể được chuyển sang phiên bản giấy in. Thế giới văn học kỹ thuật số tiếp tục đổi mới các quy ước của báo in trong khi vẫn thách thức ranh giới giữa văn học số hóa và văn học điện tử. Một số tiểu thuyết dành riêng cho máy tính bảng và điện thoại thông minh vì thực tế đơn giản là chúng cần có màn hình cảm ứng. Văn học kỹ thuật số có xu hướng yêu cầu người dùng duyệt qua tài liệu thông qua cài đặt kỹ thuật số, sử dụng thiết bị tương tác để trao đổi văn học. Espen J. Aarseth đã viết trong cuốn sách Cybertext: Quan điểm về Văn học Ergodic rằng "có thể khám phá, bị lạc và khám phá những con đường bí mật trong các văn bản này, không phải là ẩn dụ, mà thông qua các cấu trúc tôpô của máy móc văn bản".

## Định nghĩa
Thật khó để xác định chính xác văn học điện tử. Bản thân cụm từ bao gồm hai từ, mỗi từ có ý nghĩa cụ thể riêng. Arthur Krystal trong What Is Literature giải thích rằng "lit (t) eratura đề cập đến bất kỳ chữ viết nào được hình thành bằng các chữ cái". cấu hình bằng lời nói ". Điện tử biểu thị bất cứ điều gì "của, liên quan đến, hoặc là một phương tiện... qua đó thông tin được truyền điện tử". Do đó, văn học điện tử có thể được coi là một nhánh từ cây chính của văn học. Kinda Hayles thảo luận về chủ đề trong bài báo trực tuyến Văn học điện tử: Nó là gì. Cô lập luận "văn học điện tử, thường được coi là loại trừ văn học in đã được số hóa, ngược lại là" sinh ra kỹ thuật số ", và (thường) có nghĩa là được đọc trên máy tính". Một định nghĩa được đưa ra bởi Tổ chức Văn học Điện tử (ELO) nói rằng văn học điện tử "đề cập đến các tác phẩm có khía cạnh văn học quan trọng, tận dụng các khả năng và bối cảnh được máy tính độc lập hoặc kết nối mạng cung cấp".